# Belcaire
Belcaire (in occitano e catalano: Bèlcaire) è un comune francese di 394 abitanti situato nel dipartimento dell'Aude nella regione dell'Occitania.

## Società

### Evoluzione demografica
Abitanti censiti